# Erato (planta)
Erato es un género de plantas con flores perteneciente a la familia Asteraceae. Comprende 5 especies descritas y  aceptadas. Es originario de Sudamérica.

## Taxonomía
El género fue descrito por Augustin Pyrame de Candolle y publicado en Prodromus Systematis Naturalis Regni Vegetabilis 5: 317–318. 1836.	La especie tipo es: Erato polymnioides DC. 

## Especies aceptadas
A continuación se brinda un listado de las especies del género Erato (planta) aceptadas hasta julio de 2012, ordenadas alfabéticamente. Para cada una se indica el nombre binomial seguido del autor, abreviado según las convenciones y usos.
- Erato costaricensis E. Moran & V.A.Funk
- Erato polymnioides DC.
- Erato sodiroi (Hieron.) H.Rob.
- Erato stenolepis (S.F.Blake) H.Rob.
- Erato vulcanica (Klatt) H.Rob.